# サライデーパーティ
『サライデーパーティ』は、テレビ東京で2006年 の毎週木曜日26:00 - 26:30に放送されていたバラエティ番組である。

## 概要
視聴者から寄せられたアイディアを元に、ヒトツの“モノ”を作り上げる番組。

## 出演者
- サポーター
  - AAA
- MC
  - 古坂大魔王

## スタッフ（過去のスタッフ含む）
- ナレーター：末高斗夢
- 構成：成田順
- メイク：TATSU、岸上百合、江夏智也(atelier AURA)
- 協力：V VISON STUDIO
- CAM：河部謙一
- VE：高野太樹
- 照明：林本修一
- 美術：河部俊英
- EED：荒川雅行
- MA：小菅学
- 音効：久坂恵紹(戯音工房)
- コンテンツ：新井光、佐藤亮、大石英明、堺将考
- 制作進行：秀島大輔
- AD：木村雄太
- ディレクター：上林賢治、木世川裕貴
- AP：井沢圭吾
- プロデューサー：山田由美子、吉澤有、高木征太郎、保屋松靖人、泉水一路
- 制作協力：ネクスト
- 制作：テレビ東京、avex